# Maybe I Should Have
Maybe I Should Have är en isländsk dokumentärfilm från 2010, regisserad av filmskaparen Gunnar Sigurðsson. 